# Andrzej Szydłowski
Andrzej Piotr Szydłowski (ur. 22 lutego 1945 w Trzebieszowie) – piekarz, cukiernik, przedsiębiorca. Mistrz piekarsko-cukierniczy. W 2010 uzyskał tytuł Światowego Piekarza Roku, nadany przez Światową Unię Piekarzy UIB.
Andrzej Szydłowski prowadzi w Gdańsku rodzinną firmę piekarniczą, którą w 1945 założył jego ojciec Józef Szydłowski (ur. 19 marca 1920, zm. 20 marca 2012).

## Życiorys
Andrzej Szydłowski od najmłodszych lat zgłębiał tajniki sztuki piekarskiej. Pierwszą własną piekarnię otworzył w 1982 roku. W kolejnych latach systematycznie rozbudowywał sieć swoich piekarni.
Od 1978 działa w organach samorządu rzemiosła na szczeblu Izby Rzemieślniczej, Związku Rzemiosła Polskiego oraz Organizacji Światowych (UIB). Zaczynał od pracy w zarządzie Cechu Piekarzy i Cukierników w Gdańsku, gdzie m.in. pełnił funkcję starszego Cechu, a następnie członka Zarządu Izby Rzemieślniczej. W maju 2001 został wybrany na zastępcę prezesa Zarządu Pomorskiej Izby Rzemieślniczej Małych i Średnich Przedsiębiorstw (MŚP). Natomiast w czerwcu 2001 podczas Kongresu wybrano go na zastępcę prezesa Związku Rzemiosła Polskiego, nadzorującego prace Komisji Promocji Gospodarczej.
W latach 1991–2003 pełnił funkcję prezesa Stowarzyszenia Rzemieślników Piekarstwa RP. W 1995 zainicjował pierwsze obchody Święta Chleba w Polsce. Aktywnie uczestniczy w szkoleniu zawodowym młodzieży, za co został wyróżniony Złotą Odznaką „Za szkolenie uczniów w rzemiośle”. Z ramienia Izby Rzemieślniczej oddelegowany był do prac w Komisji Odwoławczej przy Izbie Skarbowej w Gdańsku.
Aktualnie firma Andrzeja Szydłowskiego oferuje ponad 100 wyrobów piekarniczych oraz około 150 wyrobów cukierniczych. Ponadto wraz z rodziną prowadzi w regionie hotel oraz kawiarnię.

## Funkcje pełnione w organizacji samorządu
- 2004–2006 – członek Europejskiej Komisji Ekonomiczno-Społecznej
- 1990–1998 – radny w Radzie Miasta Gdańska, dwie kadencje

## Funkcje pełnione w organach statutowych samorządu rzemiosła
- 2005–2007 – przewodniczący Krajowej Rady Piekarstwa Cukiernictwa
- 2004 – obecnie przedstawiciel Stowarzyszenia Rzemieślników Piekarstwa RP w Radzie Gospodarki Żywnościowej przy Ministrze Rolnictwa i Rozwoju Wsi
- 2002–2004 – prezydent Światowej Unii Piekarzy i Cukierników UIB
- 2001–2005 – wiceprezes Zarządu Głównego Związku Rzemiosła Polskiego
- 2001–2005 – wiceprezes Pomorskiej Izby Rzemieślniczej MŚP w Gdańsku
- 2005 – obecnie prezes Honorowy Stowarzyszenia Rzemieślników Piekarstwa PR
- 1994–2002 – członek Prezydium Światowej Unii Piekarzy i Cukierników UIB
- 1991–2003 – prezes Zarządu Głównego Stowarzyszenia Rzemieślników Piekarstwa PR
- 1978–1993 – członek Zarządu, sekretarz, podstarszy i starszy Cechu Piekarzy i Cukierników w Gdańsku
- 1986–1990 – członek Komisji Egzaminacyjnej przy Izbie Rzemieślniczej w Gdańsku
- 1978 – członek Komisji Branżowej Piekarzy i Cukierników przy Związku Rzemiosła Polskiego
- 1978 – obecnie członek Cechu Piekarzy i Cukierników

## Wykaz posiadanych odznaczeń
- 2022 – Medal Księcia Mściwoja II za promocję Gdańska w Polsce i na świecie poprzez organizowanie inicjatyw typu „Święto Chleba w Gdańsku” lub „Światowy Dzień Chleba”, jak również za działalność charytatywną i wspieranie sportowych drużyn młodzieżowych[1]
- 2010 – Światowy Piekarz Roku – medal nadany przez Światową Unię Piekarzy UIB
- 2010 – Złota Odznaka Honorowa Polskiego Związku Piłki Nożnej
- 2010 – Platynowy Medal im. Jana Kilińskiego
- 2009 – Honorowy Piekarz Roku – tytuł przyznany przez Międzynarodowe Targi Chleba w Jaworze
- 2005 – Szabla Kilińskiego – najwyższe odznaczenie Związku Rzemiosła Polskiego
- 2004 – Medal Komisji Edukacji Narodowej
- 2004 – Złota Odznaka Naczelnej Rady Zrzeszenia Handlu i Usług w Warszawie
- 2002 – Krzyż Kawalerski Orderu Odrodzenia Polski
- 2000 – Odznaka honorowa „Za zasługi dla oświaty”
- 1995 – Złota Odznaka Izby Rzemieślniczej w Gdańsku
- 1993 – Złoty Medal im. Jana Kilińskiego
- 1989 – Srebrny Medal im. Jana Kilińskiego
- 1989 – Honorowa Odznaka za Zasługi dla Gdańska
- 1987 – Złota Odznaka Mistrza za wyszkolenie uczniów
- 1987 – Srebrny Krzyż Zasługi
- 1985 – Srebrna Odznaka Mistrza za wyszkolenie uczniów
- 1983 – Honorowa Odznaka Rzemiosła
- 1981 – Honorowa Odznaka Rzemiosła woj. Gdańskiego